# 朝日陶芸展
朝日陶芸展（あさひとうげいてん）は朝日新聞社主催の陶芸公募展。
1963年に陶芸家の登龍門として発足。以降、毎年開催され、現代陶芸界の潮流を見極める展覧会として各界の注目を集める。全国規模の陶芸公募展として長い歴史を誇り、人間国宝をはじめ陶芸界を牽引する幾多の陶芸家を輩出してきたことでも知られている。
2008年の第46回展をもって展覧会の開催を休止。

## 歴代大賞受賞者、応募点数など
- 第1回　1963年（昭和38年）　朝日陶芸賞：浅井礼次郎（岐阜）／応募点数266、入選数115（特別出品7）

- 第2回　1964年（昭和39年）　朝日陶芸賞：加藤清之（愛知）／応募点数230、入選数102（特別出品11）

- 第3回　1965年（昭和40年）　朝日陶芸賞：加藤清之（愛知）／応募点数258、入選数90（特別出品8）

- 第4回　1966年（昭和41年）　朝日陶芸賞：鈴木五郎（愛知）／応募点数197、入選数93（特別出品10）

- 第5回　1967年（昭和42年）　朝日陶芸賞：神谷英介（愛知）／応募点数200、入選数94（特別出品11、記念出品8）

- 第6回　1968年（昭和43年）　朝日陶芸賞：加藤裕英（岐阜）／応募点数197、入選数113（特別出品13）

- 第7回　1969年（昭和44年）　朝日陶芸賞：栗木達介（愛知）／応募点数227、入選数102（特別出品12）

- 第8回　1970年（昭和45年）　朝日陶芸賞：沢田重雄（愛知）／応募点数226、入選数101（審査委員6）

- 第9回　1971年（昭和46年）　朝日陶芸賞：栗木達介（愛知）／応募点数178、入選数96（審査委員6）

- 第10回記念展　1972年（昭和47年）　朝日陶芸賞：加藤達次（愛知）／応募点数275、入選数99（審査委員10）

- 第11回　1973年（昭和48年）　朝日陶芸大賞：加藤整治（滋賀）／応募点数304、入選数103（招待作品17）

- 第12回　1974年（昭和49年）　朝日陶芸大賞：加藤裕英（岐阜）／応募点数241、入選数104（招待作品14）

- 第13回　1975年（昭和50年）　朝日陶芸大賞：該当作品なし／応募点数276、入選数100（招待作品17）

- 第14回　1976年（昭和51年）　朝日陶芸大賞：加藤丈平（滋賀）／応募点数225、入選数100（招待作品18）

- 第15回　1977年（昭和52年）　朝日陶芸大賞：栗木達介（愛知）／応募点数210、入選数100（招待作品15）

- 第16回　1978年（昭和53年）　朝日陶芸大賞：グループ「白」＜郡市光男、玉置健＞（愛知）／応募点数254、入選数105（招待作品16）

- 第17回　1979年（昭和54年）　朝日陶芸大賞：中村豊（福井）／応募点数254、入選数100（招待作品11）

- 第18回　1980年（昭和55年）　朝日陶芸大賞：山田耕作（三重）／応募点数306、入選数100（招待作品10）

- 第19回　1981年（昭和56年）　朝日陶芸大賞：吉川正道（愛知）／応募点数280、入選数109（招待作品11）

- 第20回記念展　1982年（昭和57年）　朝日陶芸グランプリ：寺田康雄（愛知）／応募点数462、入選数114（招待作品3）

- 第21回　1983年（昭和58年）　朝日陶芸グランプリ：清水柾博（京都）／応募点数443、入選数109（招待作品4）

- 第22回　1984年（昭和59年）　朝日陶芸グランプリ：水野佐紀（愛知）／応募点数552、入選数99

- 第23回　1985年（昭和60年）　朝日陶芸グランプリ：岸映子（大阪）／応募点数496、入選数97

- 第24回　1986年（昭和61年）　朝日陶芸グランプリ：清水柾博（京都）／応募点数484、入選数105

- 第25回記念展　1987年（昭和62年）　朝日陶芸グランプリ：赤尾ふさこ（愛知）／応募点数481、入選数117

- 第26回　1988年（昭和63年）　朝日陶芸グランプリ：吉田英晶（岐阜）／応募点数515、入選数104

- 第27回　1989年（平成元年）　朝日陶芸グランプリ：磯辺晃（愛知）／応募点数460、入選数118

- 第28回　1990年（平成2年）　朝日陶芸グランプリ：斎木勲（三重）／応募点数527、入選数110

- 第29回　1991年（平成3年）　朝日陶芸グランプリ：北原則子（石川）／応募点数423、入選数104

- 第30回記念展　1992年（平成4年）　朝日陶芸グランプリ：長江重和（愛知）／応募点数447、入選数105

- 第31回　1993年（平成5年）　朝日陶芸グランプリ：林香君（栃木）／応募点数578、入選数115

- 第32回　1994年（平成6年）　朝日陶芸グランプリ：神田和弘（京都）／応募点数591、入選数118

- 第33回　1995年（平成7年）　朝日陶芸グランプリ：戸田守宣（愛知）／応募点数513、入選数109

- 第34回　1996年（平成8年）　朝日陶芸グランプリ：塚本治彦（岐阜）／応募点数681、入選数109

- 第35回記念展　1997年（平成9年）　朝日陶芸グランプリ：栢野紀文（岡山）／応募点数681、入選数109

- 第36回　1998年（平成10年）　朝日陶芸グランプリ：岡田秀明（愛知）／応募点数635、入選数109

- 第37回　1999年（平成11年）　朝日陶芸グランプリ：今井美奈（滋賀）／応募点数658、入選数120

- 第38回　2000年（平成12年）　グランプリ：泉田之也（岩手）／応募点数679、入選数96

- 第39回　2001年（平成13年）　グランプリ：亀井洋一郎（香川）／応募点数588、入選数119

- 第40回記念展　2002年（平成14年）　グランプリ：泉田之也（岩手）／応募点数659、入選数110

- 第41回　2003年（平成15年）　グランプリ：古川敬之（岐阜）／応募点数754、入選数110

- 第42回　2004年（平成16年）　グランプリ：金子信彦（山口）／応募点数672、入選数109

- 第43回　2005年（平成17年）　グランプリ：崔永熙（京都）／応募点数648、入選数91

- 第44回　2006年（平成18年）　グランプリ：白川真悠子（京都）／応募点数479、入選数91

- 第45回　2007年（平成19年）　グランプリ：森山寛二郎（佐賀）／応募点数523、入選数90

- 第46回　2008年（平成20年）　グランプリ：森克徳（愛知）／応募点数469、入選数92

## 参考資料
第46回朝日陶芸展図録